# Angelo Longanesi-Cattani
Angelo Longanesi-Cattani, oft nur Longanesi genannt (* 1860 in Migliaro; † 1945 in Ferrara), war ein italienischer Maler und Dekorateur.
Er war der bedeutendste Maler, der zu Beginn des 20. Jahrhunderts in Ferrara tätig war, und der Lehrer fast aller modernen Maler Ferraras, von Adolfo Magrini bis Oreste Forlani, von Achille Funi bis Maria Giuseppa Liesch. Seine Werke waren in allen öffentlichen Gebäuden der Stadt zu sehen, vom Rathaus bis zur Universität, von der Cassa di Risparmio bis zum Arcispedale Sant’Anna.

## Leben
Er wurde am 5. Februar 1860 auf den Namen Angelo Napoleone Leone Vittorio getauft und war das Kind von Orazio, einem Arzt aus der Romagna, und Beatrice Grossi; sein jüngerer Bruder war der Bildhauer Giovan Battista. Als Witwe (ihr Mann war von einer Straßenbahn überfahren worden) zog seine Mutter mit ihren drei Kindern (inzwischen war ihre Tochter Carolina geboren worden) von Brescia, wohin ihr Mann aus beruflichen Gründen versetzt worden war, in ihre Heimatprovinz Ferrara.
Seine Tochter Beatrice (Ferrara 1884–1961) wurde ebenfalls Malerin und arbeitete zeitweise mit ihrem Vater, dessen Schülerin sie war, sowie mit Giuseppe Ravegnani und Ernesto Maldarelli an der Bürgerschule von Dosso Dossi zusammen.

### Ausbildung
Die beiden Brüder, die eine Neigung zum Zeichnen hatten, wurden zunächst auf die Bürgerschule Dosso Dossi in Ferrara geschickt (obwohl Angelo auf familiären Druck hin zunächst das Gymnasium besuchen musste), um bei Girolamo Domenichini zu studieren, und dann auf die Accademia di Belle Arti di Bologna, wohin Angelo 1881 übersiedelte. Zwei Jahre später heiratete er Antonietta Caretta.
Zu seinen Lehrern an der Akademie von Bologna gehörten Luigi Busi, Raffaele Faccioli, Cesare Ferrari, Antonio Puccinelli und Bedini, von denen er aufgrund ihrer veristischen Tendenzen eine Vorliebe für die Genremalerei lernte, die oft von melancholischen und fast melodramatischen Zügen durchdrungen ist.

### Unterricht
Sowohl Angelo als auch sein Bruder unterrichteten mehrere Jahrzehnte lang an der städtischen Kunstschule Dosso Dossi, jeweils in den Fächern Bildhauerei und Skulptur. Angelo wurde im März 1886 von der Jury ernannt, Giovan Battista ab 1910 als Nachfolger des kurz zuvor verstorbenen Luigi Legnani.
Ein Adliger, der sich die Fähigkeiten der Longanesi zunutze machte, war der Graf Giovanni Grosoli, der die beiden Brüder einstellte, um Luigi Filippo Tibertelli zu unterrichten, einen phantasievollen jungen Mann, der in seinem Palast in der Via Montebello lebte. Er sollte ihr berühmtester Schüler werden und vervollkommnete seine Fähigkeiten in ihrem Hausatelier am Corso Porta Mare: Von Angelo lernte der junge Tibertelli Farbmischung und die Komposition auf der Leinwand, während Giovan Battista ihn in die Geheimnisse der Miniaturtechnik einweihte. Ein weiterer Privatschüler von Angelo, der zu großem Ruhm gelangen sollte, war Giovanni Battista Crema.

### Andere Tätigkeiten
Auf Anregung seines Bruders dekoriert er mit ihm mehrere Cafés der Stadt und vervielfältigt einige seiner Werke, wenn sie verkauft wurden. Ein emblematischer Fall ist das Werk L’antiquario (1912), das in Aquarell kopiert und auch von dem jungen Pisis nachgeahmt wurde, wenn auch mit einigen Ergänzungen. Wiederum zusammen mit seinem Bruder malt er die Fresken der Pfarrkirche von Rovereto di Ostellato (1911), wo seine Keramik Padreterno an der Fassade angebracht wurde.

## Der Stil
Seine frühen Werke sind volkstümlich, in denen die menschliche Figur dominiert, was manchmal zu einem gewissen unheilvollen Charme führt, der neben dem sentimentalen Verismus der Porträts auch den Einfluss des Stils seines Landsmanns Mentessi erkennen lässt. Später wendet er sich Kompositionen mit dekadenter Allegorie zu, die deutlich vom Jugendstil beeinflusst sind. Er porträtierte volkstümliche Figuren wie Fischer, Schornsteinfeger, Bauern, Kupferschmiede und Exilanten, und mit der einzigen orientalischen Ausnahme des Maghrebiners neigte sein Stil zu eher gönnerhaften Tönen und malerischen Skizzen. Bei den Keramiken, die er für die Minardi-Manufaktur in Faenza schuf, neigte er zum Jugendstil (wahrscheinlich durch die Lektüre italienischer und ausländischer Zeitschriften), während er bei den Fresken der Pfarrkirche von Rovereto di Ostellato eher traditionell vorging. Man kann sagen, dass der Künstler Themen behandelte, die sowohl mit dem Phytomorphismus des Jugendstils, mit Anklängen an die Präraffaeliten, als auch mit dem divisionistischen Symbolismus eines Gaetano Previati verbunden waren, um schließlich zu einem Porträtverismus zu gelangen, der in der Unmittelbarkeit des Zeichenstrichs in seinen besten Werken, wie dem Porträt einer Frau, sogar Bezüge zu seinem anderen berühmten Landsmann Boldini aufweist. Longanesi kann sowohl wegen seines flüssigen Strichs als auch wegen der ausdrucksstarken Charakterisierung seiner Modelle als der bedeutendste einheimische Porträtist seiner Zeit bezeichnet werden.

## Ausstellungen
Bereits 1877 nahm er mit einigen Bleistift-Zeichnungen an einer Provinzausstellung im Palazzo dei Diamanti teil, dann 1885 an der Mostra Artistico-Industriale (sechs Pastelle und zwei Ölgemälde), die von der P. I. und an einer von Tisi geförderten Gruppe mit einer Silbermedaille ausgezeichnet wurde. Er stellte mehrmals in Faenza aus, 1885 mit Musica proibita. und 1883 in Ravenna (verschiedene Genreszenen, Schornsteinfeger und Floristin).

## Werke
Neben den bereits erwähnten Werken:
- Der Tod eines Engel, 1897, Fondazione Cavallini-Sgarbi, Ro ferrarese
- Der heilige Paulus, 1899, Pastell, Museo della Città, Ravenna
- Am Kreuz, 1899, Museo de Pisis, Ferrara
- Vor dem Hintergrund einer wunderbaren Szene..., 1907, Privatsammlung, Cento
- Porträt von Pietro Sitta, 1915[11][12]
- Zwei Allegorien des Krieges, um 1918, Museo Civico, Ferrara
- Der Verkäufer der Statuetten, um 1926, Öl, Rom[2]
- Kranke Mutter
- Ein Engel wacht über meinen Schlaf
- Gute Almosen
- Holocaust
- Wandernde Seelen
- Leben und Tod
- Exilanten
- Der Traum eines Dichters
- Der Denker, 1925, Pastell, Ferrara, Castello Estense
- Magrebino
- Monat März, Keramik
- Contadinella, Öl auf Leinwand, Privatsammlung, Ferrara[13]
- Schornsteinfeger, Pastell, Sammlung Cassa di Risparmio di Ferrara[13]